# Torresmenudas
Torresmenudas – gmina w Hiszpanii, w prowincji Salamanka, w Kastylii i León, o powierzchni 11,88 km². W 2011 roku gmina liczyła 208 mieszkańców.